# Ischioderes oncideroides
Ischioderes oncideroides är en skalbaggsart som beskrevs av Dillon 1945. Ischioderes oncideroides ingår i släktet Ischioderes och familjen långhorningar. Inga underarter finns listade i Catalogue of Life.